# カスケードキンイロジリス
カスケードキンイロジリス (Callospermophilus saturatus)は、哺乳綱ネズミ目（齧歯目）リス科に分類されるジリスの1種。

## 分布
カナダブリティッシュコロンビア州南部およびアメリカワシントン州のカスケード山脈
近縁種のキンイロジリスと生息域が近いが、重複はしていない。

## 形態
体長（全長）287-315ミリメートル、尾長100-118ミリメートル、体重200–350グラム。体重は季節によって変動する。
後頭部から肩にかけて、境界が不明瞭な赤褐色の被毛がマントのように広がる。背部は灰色がかった茶色で、肩から腰まで伸びる白色の縞が左右に1本ずつあり、2本の黒色の縞に縁取られている。目には白色の縁取りがある。
シマリスとは、より体が大きく、背中の中央の黒色の縞がないこと、顔には縞模様がないことで識別される。

## 生態

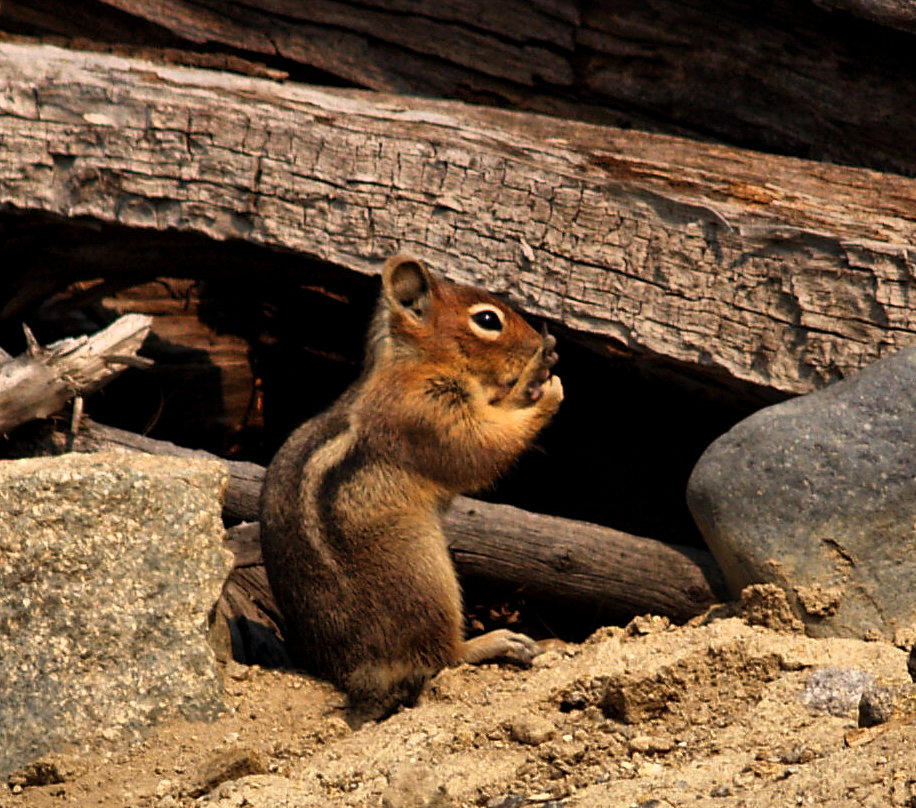
カスケードキンイロジリス、レーニア山にて

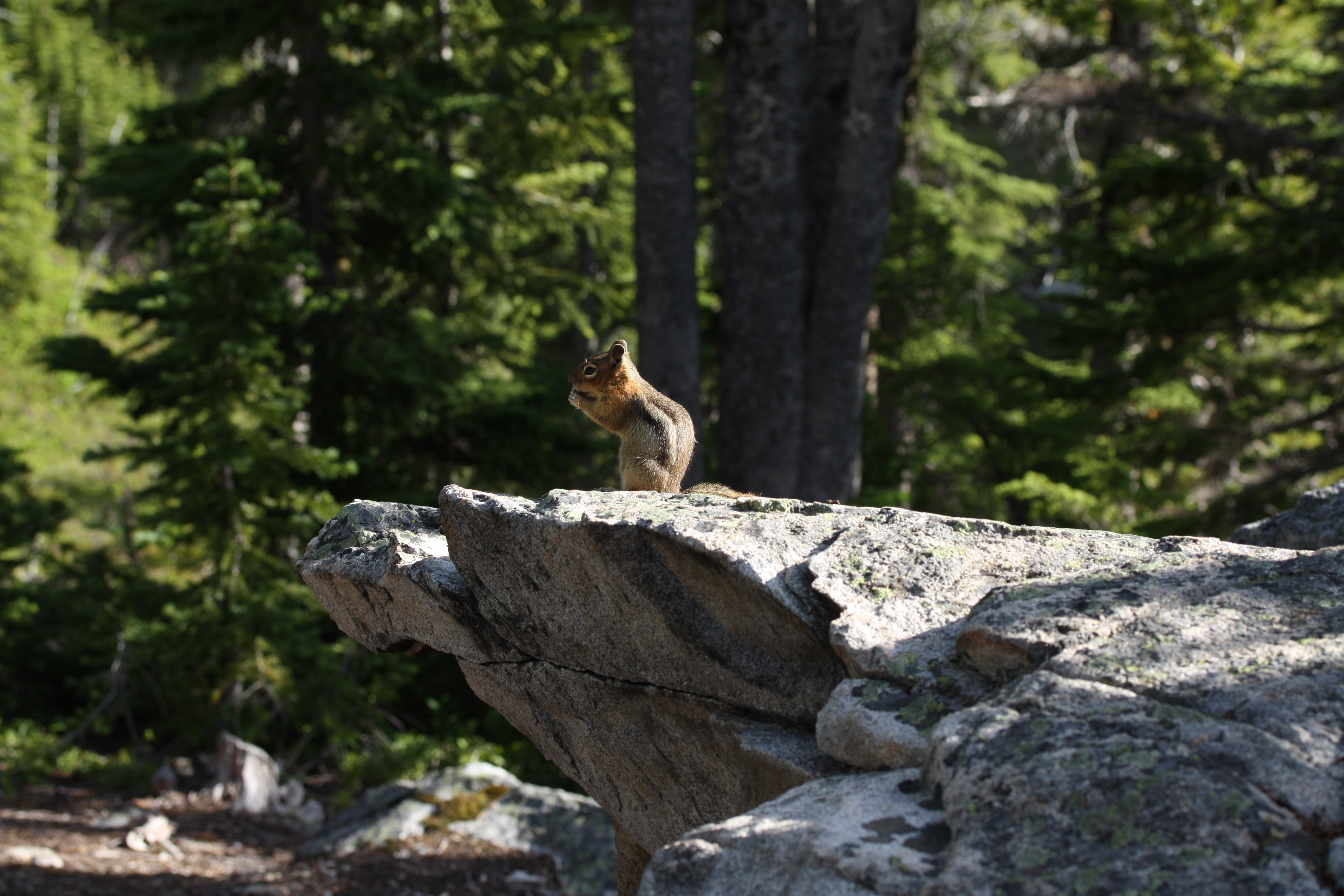
カスケードキンイロジリス、ヘンリー M. ジャクソン原生地域にて

カスケード山脈の崖錐、草地、針葉樹林に生息し、やぶや丸太、樹木などの隠れ場所が豊富にある土地を好む。
昼行性で、単独性。
地面に巣穴を掘り、巣穴の入り口は、岩や切株、丸太、灌木、木のそばに作られる。
1年のうち8-9か月間を巣穴の中で冬眠して過ごす。大人の冬眠は8月中旬-9月下旬に始まり、翌年の4月下旬-5月中旬に目覚める。子どもは11月-12月上旬から冬眠に入る。冬眠前には体に脂肪を貯えるが、巣穴に食糧を貯蔵することはない。冬眠中の代謝率は、活動期の5パーセントにまで低下し、体温は氷点近くにまで下がる。
繁殖は年に1回で、冬眠から目覚めてすぐ、4月から5月にかけて行われる。妊娠期間は28日間、1度の出産で3-5頭の子を産む。子どもは生後36日で生まれた巣穴から外に現れる。幼期分散に性別の偏りはなく、巣立ち後はオスは平均182メートル、メスは平均158メートル離れた場所へ分散する。
食性は雑食性で、特に秋にはキノコをよく食べるほか、新芽、葉、果実、種子、昆虫などを食べる。腐肉を漁って食べることもある。主に地上で食糧を探し回るが、まれに低木や針葉樹に登って食糧を採ることもある。イタチ、コヨーテ、ボブキャット、猛禽類などに捕食される。
しばしばキマツシマリス (Tamias amoenus) の近くに住み、その存在を許容している。カスケードキンイロジリスは葉や球根をより食べ、キマツシマリスは種子をより食べるという様に、お互いに異なる食糧ニッチを占めることで、争いを避けていると考えられる。また、樹上性リスのダグラスリス (Tamiasciurus douglasii) の近くにも住んでおり、ダグラスリスはマツの樹に登って松かさや種子を食べるが、カスケードキンイロジリスは、しばしばダグラスリスが樹上から落とした松かさの種子を食べている。